# Distretto di Luhe
Il distretto di Luhe è un distretto dello Jiangsu, in Cina. È sotto l'amministrazione della Città di Nanchino.